# Осока притуплена
Осока притуплена (Carex obtusata) — вид рослин із родини осокових (Cyperaceae), що зростає у Євразії й Північній Америці.

## Біоморфологічна характеристика
Це багаторічна трава 5–20 см заввишки. Кореневище видовжене, повзуче. Стебла з пурпурно-червоними піхвами біля основи, трикутні, зверху часто дещо шорсткі. Листки коротші від стебла, пластини плоскі або скручені, 0.5–2 мм завширшки, темно-зелені. Суцвіття 1-колоскове, кінцеве; чоловіча частина лінійно-циліндрична, 5–8 мм; жіноча частина 3–8-квіткова, під дозрівання субсферична. Жіночі колоскові луски блідо-коричневі, широко яйцеподібні, ≈ 3 мм, 3-жилкові, краї широко перетинчасті, верхівка гостра. Мішечки яйцеподібні або майже округлі, від каштанового до темно-бурого забарвлення, блискучі, 2.5–3.5 мм завдовжки. Період цвітіння: травень і червень. 2n = 52.

## Середовище проживання
Зростає у Євразії й Північній Америці.
В Україні вид зростає на сухих трав'янистих схилах, у сухих соснових і березових лісах — у Розточсько-Опільському лісі, дуже рідко. Є вказівки про зростання виду на Поділлі. У ЧКУ має статус «рідкісний».

## Синоніми
Синоніми: Carex affinis R.Br., Carex backiana Dewey, Carex microcephala C.A.Mey., Carex wohllebii Hoppe, Genersichia obtusata (Lilj.) Heuff., Psyllophora obtusata (Lilj.) Schur.